# Mark Boyle
Mark Boyle (nascido em 8 de maio de 1979), também conhecido como The Moneyless Man (em português, O Homem Sem Dinheiro), é um escritor irlandês mais conhecido por viver sem dinheiro desde novembro de 2008, e por viver sem tecnologia moderna desde 2016. Boyle escreve regularmente para o jornal britânico The Guardian e escreveu sobre as suas experiências em alguns livros. O seu primeiro livro, The Moneyless Man: A Year of Freeconomic Living, foi publicado em 2010. O seu quarto livro, The Way Home: Tales from a life without technology, foi publicado em 2019. Boyle reside perto de Loughrea, no oeste da Irlanda.

## Primeiros anos
Mark Boyle cresceu em Ballyshannon, Condado de Donegal. Formou-se em Gestão no Instituto de Tecnologia de Galway-Mayo, antes de se mudar para a Grã-Bretanha em 2002.
Durante o último ano do seu curso, Boyle assistiu ao filme Gandhi, sobre a vida de Mohandas K. Gandhi . Ele frequentemente citou isso como o momento que mudou a sua vida.

## Início de carreira
Durante os seus primeiros seis anos na Grã-Bretanha, Boyle morou em Bristol e administrou duas empresas de alimentos orgânicos. Em 2007, após uma conversa com um amigo durante o qual eles decidiram que "o dinheiro... cria uma espécie de desconexão entre nós e as nossas ações", Boyle criou a Comunidade Freeconomy.

## Estilo de vida sem dinheiro
Poucos meses depois de criar a Comunidade Freeconomy, Boyle partiu numa jornada de dois anos e meio de Bristol a Porbandar na Índia, o berço de Gandhi. Inspirado pela não-violenta marcha do sal na Índia liderada por Gandhi em 1930, e pela mulher na América conhecida como Peregrina da Paz, ele partiu em janeiro de 2008, sem dinheiro e apenas com um pequeno número de bens. No entanto, ele foi forçado a voltar apenas um mês na viagem, pois as barreiras linguísticas e as dificuldades para convencer as pessoas de que ele trabalharia por comida e um lugar para ficar interromperam a sua jornada logo após sua chegada a Calais. Um dos seus companheiros de viagem tinha cheques de viagem para emergências, o que lhes permitiu viajar de volta para o Reino Unido. Ele não havia planeado a viagem, acreditando que era melhor deixar o destino seguir o seu curso.
Mais tarde, no mesmo ano, Boyle desenvolveu um plano alternativo: viver inteiramente sem dinheiro. Depois de algumas compras preparatórias (incluindo um painel solar e um fogão a lenha), ele começou o seu primeiro ano de "viver sem dinheiro" no Dia Mundial sem Compras Nothing de 2008.
Boyle recebeu considerável publicidade positiva e negativa pelo seu estilo de vida sem dinheiro, aparecendo na televisão, rádio e outros meios de comunicação no Reino Unido, República da Irlanda, Austrália, África do Sul, Estados Unidos e Rússia. Grande parte da atenção concentrou-se na sua rotina diária, incluindo alimentação, higiene e aspetos tradicionalmente caros da vida, como o Natal.
Mark Boyle é um dos poucos indivíduos que viveram sem dinheiro em tempos recente. Estes incluem Heidemarie Schwermer, Tomi Astikainen e Daniel Suelo. No entanto, Boyle frequentemente lembra os seus leitores que uma vida sem dinheiro não é uma ideia nova; na verdade, é o próprio sistema monetário que é o novo desenvolvimento, tendo existido apenas por uma pequena fração dos anos de existência da humanidade c. 200.000 anos. Outros observadores comentam que durante quase toda a história humana registada (cerca de 5.000 anos desde a invenção da escrita) houve um sistema de dinheiro ou moeda em vigor.
Boyle desistiu do seu estilo de vida sem dinheiro em 2011 e o primeiro item que comprou com dinheiro em três anos foi um par de sapatos de uma loja de caridade. Ele estava tão acostumado a não usar dinheiro naquela época que sentiu que "era tão estranho quanto desistir dele [dinheiro] em primeiro lugar".
Também em 2011, Boyle fez uma vasectomia em si mesmo por um médico porque estava preocupado com o destino do mundo e não queria trazer crianças para um mundo que ele afirmava ser um "mundo de inteligência artificial " superpovoado. Esta vasectomia foi voluntária e ele fê-la "contra todos os tipos de conselhos". Em 2017, Boyle observou que a ida ao médico para a vasectomia voluntária foi a sua única ida a um centro médico nos 20 anos anteriores.
Em 2013, Boyle voltou para a Irlanda. Em 2015, Mark Boyle abriu um pub sem dinheiro numa pequena propriedade de permacultura de três acres no Condado de Galway, Irlanda. O pub sem dinheiro é chamado de "Happy Pig", pois o edifício onde ele está localizado era antigamente uma pocilga antes de Boyle comprar a quinta que ele converteu numa pequena propriedade. As reformas necessárias para o Happy Pig foram todas feitas usando materiais naturais baratos, como espiga de milho, lenha e pau-a-pique. O Happy Pig serve toda a comida e bebida gratuitamente.
Também em 2015, Mark Boyle desistiu de ler jornais, ver televisão e ouvir rádio. Boyle observa que a exclusão de jornais inclui até mesmo o The Guardian, do qual ele era colunista, embora isso não o tenha impedido de publicar as suas colunas no jornal.
Nessa época, Mark Boyle atingiu um ponto de viragem no seu pensamento. Boyle decidiu que meios mais radicais eram necessários para o movimento ambientalista e que o mero protesto pacífico não funcionaria para impedir a catástrofe ecológica.
Em 2016, Mark Boyle passou o verão construindo manualmente uma casa de fardos de palha na pequena propriedade de permacultura no Condado de Galway e mudou-se para lá em dezembro daquele ano. Em 19 de dezembro de 2016, Boyle fez um anúncio na sua coluna no Guardian de que, a partir de quarta-feira, 21 de dezembro de 2016, ele deixará de usar toda "tecnologia complexa", que ele nomeia como computadores, internet, telefones, máquinas de lavar, água da torneira, gás, frigoríficos, televisores e qualquer coisa que exija eletricidade para funcionar. Boyle diz que há duas razões pelas quais ele escolheu fazer isso: a primeira é porque ele se sente mais feliz sem tecnologia; a segunda é que ele sente que a tecnologia é a causa direta dos problemas ambientais e sociais modernos e ele rejeita a tecnologia para dar o exemplo. Ele também anunciou que continuará a escrever para o The Guardian, escrevendo os seus artigos à mão e publicando-os no The Guardian. Um artigo no site do The Guardian por Sarah Marsh publicado no mesmo dia do artigo de Boyle anunciou que os utilizadores ainda podem comunicar-se com Boyle enviando uma carta para o endereço da sede do The Guardian rotulada como "Opinion Editors" ou postando na secção de comentários do artigo onde uma vez por mês, a equipa selecionará alguns comentários da página, os imprimirá e os enviará para Boyle. O último dia de tecnologia de Mark Boyle foi na terça-feira, 20 de dezembro de 2016. Ele parou de usá-la pouco antes da meia-noite, quando verificou os seus últimos e-mails e desligou o telefone pela última vez.

## Comunidade Freeconomy
A Comunidade Freeconomy foi criada para permitir que as pessoas compartilhem, afastando-se das economias de troca para uma filosofia de pay it forward. O site original www.justfortheloveofit.org partilhava semelhanças com sites como The Freecycle Network, Freegle e Streetbank, e em 2014 Streetbank e Freeconomy decidiram que "os dois projetos seriam muito mais fortes se eles se juntassem" e se fundissem.

### Freeskilling
Juntamente com o componente online da Comunidade Freeconomy, várias áreas, incluindo Bristol e Londres, realizam sessões de Freeskilling, onde os freeeconomistas se revezam para transmitir as suas habilidades em aulas gratuitas à noite. Os tópicos anteriores incluíram assuntos que vão desde angariação de fundos para caridade e gestão de raiva até manutenção de bicicletas, panificação e habilidades de campanha.

### Blogue Freeconomy
Boyle é o principal autor do Freeconomy Blog desde que foi lançado em 2007. Os escritores convidados incluíram recentemente colegas sem dinheiro Heidemarie Schwermer, Daniel Suelo e Tomi Astikainen.

### A Aldeia Freeconomy
Boyle está atualmente a trabalhar com outros para estabelecer a primeira comunidade Freeconomic baseada em terra do Reino Unido. Outros membros fundadores incluem Shaun Chamberlin, autor de The Transition Timeline (2009), e Fergus Drennan, também conhecido como 'Roadkill Chef' da BBC.

## Trabalhos
- The Moneyless Man – o primeiro livro de Boyle, The Moneyless Man: A Year of Freeconomic Living, foi publicado em junho de 2010 pela Oneworld Publications.[3] O livro documenta o seu primeiro ano sem dinheiro, incluindo muitos dos desafios práticos e filosóficos que ele enfrentou. Os rendimentos do autor vão para o fundo Freeconomy, para a compra de terras para a fundação da Comunidade Freeconomy.
- The Moneyless Manifesto: Live well, live rich, live free – um guia de acompanhamento para começar a sua própria jornada sem dinheiro, que ele também oferece gratuitamente no seu website (http://www.moneylessmanifesto.org/why-free/).
- Drinking Molotov Cocktails with Gandhi  – publicado em outubro de 2015. Neste livro, Boyle argumenta que os nossos sistemas políticos e económicos levaram-nos à beira da catástrofe climática e protestos pacíficos já não são suficientes para provocar mudanças.
- The Way Home: Tales from a life without technology – publicado em junho de 2019.[42]
- Ben Fogle: New Lives in the Wild Série 13, 2021

## Citações
- "Se cultivássemos a nossa própria comida, não desperdiçaríamos um terço dela como fazemos hoje. Se fizéssemos as nossas próprias mesas e cadeiras, não as deitaríamos fora no momento em que mudássemos a decoração interior. Se tivéssemos que limpar a nossa própria água potável, provavelmente não a contaminaríamos."[8]
- "Os graus de separação entre o consumidor e o consumido aumentaram tanto que estamos completamente inconscientes dos níveis de destruição e sofrimento incorporados nas coisas que compramos."[8]
- "Se não possuis um ecrã de plasma, as pessoas pensam que és um extremista."[8]
- "Era muito importante para mim desistir de contas bancárias, então fechei as minhas contas bancárias para que não houvesse rede de segurança. Acho que essa é a chave. Eu acho que se eu tivesse uma rede de segurança eu não teria os benefícios que obtive dela. Foi o facto de que eu sabia que estava a viver momento a momento, dia a dia."[43]